# Mistrovství světa ve fotbale 2022 – skupina E
Skupina E Mistrovství světa ve fotbale 2022 začala 23. listopadu a skončila 1. prosince 2022. Skupinu tvoří Španělsko, Kostarika, Německo a Japonsko. Dva nejlepší týmy postoupí do osmifinále.

## Týmy
| Výchozí Umístění ve skupině | Tým       | Koš | Federace | Kvalifikoval se jako:               | Datum zajištění účasti | Pořadí účasti na MS | Po sobě jdoucí účasti na MS | Poslední účast | Nejlepší umístění                 | Umístění v žebříčku FIFA | Umístění v žebříčku FIFA |
| Výchozí Umístění ve skupině | Tým       | Koš | Federace | Kvalifikoval se jako:               | Datum zajištění účasti | Pořadí účasti na MS | Po sobě jdoucí účasti na MS | Poslední účast | Nejlepší umístění                 | Březen 2022              | Říjen 2022               |
| --------------------------- | --------- | --- | -------- | ----------------------------------- | ---------------------- | ------------------- | --------------------------- | -------------- | --------------------------------- | ------------------------ | ------------------------ |
| E1                          | Španělsko | 1   | UEFA     | vítěz kvalifikační skupiny B (UEFA) | 14. listopadu 2021     | 16.                 | 12                          | 2018           | Vítězové (2010)                   | 7.                       | 7.                       |
| E2                          | Kostarika | 4.  | CONCACAF | Vítěz mezikontinentální baráže      | 14. června 2022        | 5.                  | 3.                          | 2018           | Čtvrtfinále (2014)                | 31.                      | 31.                      |
| E3                          | Německo   | 2   | UEFA     | vítěz kvalifikační skupiny J (UEFA) | 11. října 2021         | 20.                 | 18                          | 2018           | Vítězové (1954, 1974, 1990, 2014) | 12                       | 11.                      |
| E4                          | Japonsko  | 3   | AFC      | 2. tým kvalifikační skupiny B (AFC) | 24. března 2022        | 7.                  | 7.                          | 2018           | Osmifinále (2002, 2010, 2018)     | 23                       | 24. .                    |

## Tabulka
| Tým       | Z | V | R | P | VG | IG | +/- | B |
| --------- | - | - | - | - | -- | -- | --- | - |
| Japonsko  | 3 | 2 | 0 | 1 | 4  | 3  | +1  | 6 |
| Španělsko | 3 | 1 | 1 | 1 | 9  | 3  | +6  | 4 |
| Německo   | 3 | 1 | 1 | 1 | 6  | 5  | +1  | 4 |
| Kostarika | 3 | 1 | 0 | 2 | 3  | 11 | -8  | 3 |

## Zápasy
1. kolo

### Německo - Japonsko
Oba týmy se střetly před tímto zápasem dvakrát, naposledy v roce 2006, kdy v přátelském utkání remizovaly 2:2.
Svěřenci Hansiho Flicka začali utkání s míčem na kopačkách. Japonci naopak hrozili převážně z protiútoků a jeden z nich, který odstartoval İlkay Gündoğan svou chybou, skončil dokonce gólem. Útočník Daizen Maeda si však nedokázal pohlídat ofsajdové postavení, a jeho trefa tak nemohla být uznána. První nebezpečnou situaci si Němci připravili až ve 21. minutě, kdy vyslal povedený pokus z hranice velkého vápna Joshua Kimmich, ale brankář Gonda dokázal jeho střelu vyrazit. Německý tlak postupně sílil, což ve 33. minutě vyústilo v pokutový kop, který zavinil zbytečným faulem brankář Gonda. Následnou penaltu suverénně proměnil Gündogan a připsal si premiérovou trefu na mistrovství světa. Pojistku mohl ještě před přestávkou přidat útočník Chelsea a střelec důležitých gólů Kai Havertz, ale jeho gól padl z těsného ofsajdu.
Japonci se ale v žádném případě nevzdali, ba naopak, trenér Morijasu vyslal na plac několik ofenzivních hráčů. Hru ale vzhledem k ofenzivní síle hráčů Německa neotevřeli, a stále hráli spíše defenzivně. Ani to ale k jejich zastavení nemuselo stačit, protože v 60. minutě malém překonal obranu svým druhým gólem v tomto zápase velmi výrazný záložník Gündoğan, trefil ovšem pouze tyč. Šance Japonska na bodový zisk pak držel při životě svými zásahy Gonda. S docházejícím časem už asijští fotbalisté začali čím dál více prověřovat i gólmana Neuera. V 73. minutě nejprve vyrazil reflexním zákrokem střelu Džunja Ita, o dvě minuty později už gólu zabránit nedokázal, z dorážky ho překonal Ricu Dóan. A to nebylo od Japonců zdaleka vše. Sedm minut před koncem základní hrací doby senzačně otočil zápas další střídající hráč Asano, který po nákopu za obranu z bezprostřední blízkosti ranou pod břevno propálil Neuera. Pikantní bylo hlavně to, že všichni tři hráči, který se podílely na gólech asijského týmu hráli v té době právě v Německu. Střelci Ricu Dóan (Freiburg) a Takuma Asano (Bochum), a asistent na gól druze jmenovaného Ko Itakura (Borussia Möchengladbach). Na poslední minuty se dostal na plac Youssoufa Moukoko, který se tak stal v 18 letech a 3 dnech nejmladším německým hráčem na světových šampionátech, ale vůbec se nedostal do hry, a Německo překvapivě prohrálo.
| 23. listopadu 2022 14:00 (UTC+3) |        |                                |                                                                          |
| Německo                          | 1 : 2  | Japonsko                       | Chalífův mezinárodní stadion, Dauhá diváci: 42 608 rozhodčí: Iván Barton |
| İlkay Gündoğan 33' (pen.)        | Zpráva | 75' Ricu Dóan 83' Takuma Asano | Chalífův mezinárodní stadion, Dauhá diváci: 42 608 rozhodčí: Iván Barton |

| Německo | Japonsko |

| BK           | 1  | Manuel Neuer (c)   |  |     |
| PO           | 15 | Niklas Süle        |  |     |
| SO           | 2  | Antonio Rüdiger    |  |     |
| SO           | 23 | Nico Schlotterbeck |  |     |
| LO           | 3  | David Raum         |  |     |
| SZ           | 6  | Joshua Kimmich     |  |     |
| SZ           | 21 | İlkay Gündoğan     |  | 67' |
| PK           | 10 | Serge Gnabry       |  | 90' |
| OZ           | 13 | Thomas Müller      |  | 67' |
| LK           | 14 | Jamal Musiala      |  | 79' |
| SÚ           | 7  | Kai Havertz        |  | 79' |
| Nahrazující: |    |                    |  |     |
| Z            | 18 | Jonas Hofmann      |  | 67' |
| Z            | 8  | Leon Goretzka      |  | 67' |
| Z            | 11 | Mario Götze        |  | 79' |
| Ú            | 9  | Niclas Füllkrug    |  | 79' |
| Ú            | 26 | Youssoufa Moukoko  |  | 90' |
| Trenér:      |    |                    |  |     |
| Hansi Flick  |    |                    |  |     |

| BK               | 12 | Šúiči Gonda       |  |     |
| PO               | 19 | Hiroki Sakaj      |  |     |
| SO               | 4  | Ko Itakura        |  |     |
| SO               | 22 | Maja Jošida (c)   |  |     |
| LO               | 5  | Júto Nagatomo     |  | 57' |
| SZ               | 6  | Wataru Endó       |  |     |
| SZ               | 14 | Džunja Itó        |  |     |
| PK               | 15 | Daiči Kamada      |  |     |
| OZ               | 17 | Ao Tanaka         |  | 71' |
| LK               | 11 | Takefusa Kubo     |  | 46' |
| SÚ               | 25 | Daizen Maeda      |  | 57' |
| Nahrazující:     |    |                   |  |     |
| O                | 16 | Takehiro Tomijasu |  | 46' |
| Z                | 9  | Kaoru Mitoma      |  | 57' |
| Ú                | 18 | Takuma Asano      |  | 57' |
| Z                | 8  | Ricu Dóan         |  | 71' |
| Z                | 10 | Takumi Minamino   |  | 75' |
| Trenér:          |    |                   |  |     |
| Hadžime Morijasu |    |                   |  |     |

| Muž zápasu Ricu Dóan Asistenti rozhodčího: David Morán Zachari Zeegelaar Čtvrtý rozhodčí: Said Martínez Náhradní rozhodčí: Helpys Raymundo Feliz Videorozhodčí: Mauro Vigliano Asistenti videorozhodčího: Armando Villarreal Kathryn Nesbittová Fernando Guerrero |

### Španělsko - Kostarika
Tito dva týmy se na mistrovství světa utkaly v tomto zápase poprvé. Všechny tři vzájemné zápasy byly v přátelských zápasech, z nichž si Španělé v San José připsali jednu remízu a dvě vítězství na domácí půdě: 2:1 v roce 2015 a 5:0 v roce 2017.
Španělé pod dohledem vlastního krále dle očekávání kontrolovali hru, a poprvé rozvlnil síť Olmo, který si vyměnil míč s Gavim, krásně si ho připravil k zakončení a lehkým obloučkem překonal Keylora Navase v bráně. Naprostá dominance Španělů pokračovala druhou brankou ve 21. minutě. Nehlídaný Marco Asensio si našel centr z levé strany a ranou na zadní tyč podruhé rozvlnil síť. Na střeleckou listinu se po půlhodině zapsal i třetí z útočné trojce Ferrán Torres, když s ledovým klidem proměnil pokutový kop. Španělé ukončili první poločas s vedením 3:0 a 82% držení míče.
Obraz hry se po změně stran nijak nelišil od úvodního dějství a hráči z jižní Evropy si na hřišti dělali, co chtěli. Kostaričané hráli na rozdíl od jiných outsiderů, Saúdskou Arábii a Japonskem, který překvapili jejich favorizované kolegy Argentinu, resp. Německo aktivním, ale v obraně velmi dobře organizovaným fotbalem, naprosto neaktivně a chaoticky. V 54. minutě to potrestal svým druhým zásahem Torres, jenž se skvěle zorientoval ve vápně a přízemním pokusem prostřelil kostarického gólmana. Čtvrt hodiny před závěrečným hvizdem přidal pátou branku pěkným volejem 18letý Gavi, mimo jiné vůbec nejmladší hráč, který kdy nastoupil za Španělsko do turnajového utkání. Definitivní tečku za zápasem pak udělali střídající hráči, když se nejprve trefil Carlos Soler a následně na něj v nastavení navázal střelou k tyči i Álvaro Morata. Kostarika za zápas nevystřelila ani jednou, a utrpěla nejvyšší porážku od roku 1975, kdy s Mexikem prohrála stejným výsledkem. Naopak Španělsko ukázalo velkou efektivitu, na sedm gólů ji stačil stejný počet střel na branku, a také svojí nejvyšší turnajovou výhru v historii.
| 23. listopadu 2022 17:00 (UTC+3)                                                                            |        |           |                                                                                    |
| Španělsko                                                                                                   | 7 : 0  | Kostarika | Al Thumama Stadium, Dauhá diváci: 40 013 rozhodčí: Mohammed Abdulla Hassan Mohamed |
| Dani Olmo 11' Marco Asensio 21' Ferrán Torres 31' (pen.), 54' Gavi 74' Carlos Soler 90' Álvaro Morata 90+2' | Zpráva |           | Al Thumama Stadium, Dauhá diváci: 40 013 rozhodčí: Mohammed Abdulla Hassan Mohamed |

| Španělsko | Kostarika |

| BR           | 23 | Unai Simón          |  |     |
| PO           | 2  | César Azpilicueta   |  |     |
| SO           | 16 | Rodri               |  |     |
| SO           | 24 | Aymeric Laporte     |  |     |
| LO           | 18 | Jordi Alba          |  | 64' |
| SZ           | 9  | Gavi                |  |     |
| SZ           | 5  | Sergio Busquets (c) |  | 64' |
| SZ           | 26 | Pedri               |  | 57' |
| PÚ           | 11 | Ferrán Torres       |  | 57' |
| SÚ           | 10 | Marco Asensio       |  | 69' |
| LÚ           | 21 | Dani Olmo           |  |     |
| Nahrazující: |    |                     |  |     |
| ÚT           | 7  | Álvaro Morata       |  | 57' |
| ZÁ           | 19 | Carlos Soler        |  | 57' |
| OB           | 14 | Alejandro Baldé     |  | 64' |
| ZÁ           | 8  | Koke                |  | 64' |
| ÚT           | 12 | Nico Williams       |  | 69' |
| Trenér:      |    |                     |  |     |
| Luis Enrique |    |                     |  |     |

| BR                   | 1  | Keylor Navas (c)  |       |     |
| SO                   | 4  | Keysher Fuller    |       |     |
| SO                   | 6  | Óscar Duarte      |       |     |
| SO                   | 15 | Francisco Calvo   | 68'   |     |
| PKO                  | 16 | Carlos Martínez   |       | 46' |
| LKO                  | 8  | Bryan Oviedo      |       | 82' |
| PZ                   | 12 | Joel Campbell     | 90+7' |     |
| SZ                   | 5  | Celso Borges      |       | 72' |
| SZ                   | 17 | Yeltsin Tejeda    |       |     |
| LM                   | 9  | Jewison Bennette  |       | 61' |
| SÚ                   | 7  | Anthony Contreras |       | 61' |
| Nahrazující:         |    |                   |       |     |
| OB                   | 19 | Kendall Waston    |       | 46' |
| ZÁ                   | 10 | Bryan Ruiz        |       | 61' |
| ZÁ                   | 26 | Álvaro Zamora     |       | 61' |
| ZÁ                   | 20 | Brandon Aguilera  |       | 72' |
| OB                   | 22 | Rónald Matarrita  |       | 82' |
| Trenér:              |    |                   |       |     |
| Luis Fernando Suárez |    |                   |       |     |

| Muž zápasu: Gavi Asistenti rozhodčího: Muhammad Hammádí Hasan Mahrí Čtvrtý rozhodčí: Ma Ning Náhradní rozhodčí: Ši Siang Videorozhodčí: Abdulla Marrí Asistenti videorozhodčího: Armando Villarreal Bruno Pires Tomasz Kwiatkowski |

2. kolo

### Japonsko - Kostarika
Oba týmy změřili síly před tímto zápasem v pěti přátelských duelech, z nichž asijský tým neprohrál ani jeden, čtyřikrát vyhrál a jednou remizoval, přičemž v posledním zápase 11. září 2018 v Suitě zvítězil 3:0.
Úvod patřil překvapivě Kostaričanům, kteří zkusili získat rychlé vedení. To se jim každopádně nepodařilo, a poté už se zápas vyvíjel podle očekávání. Japonsko se snažilo otevřít zataženou, a neprostupnou kostarickou obranu, což asijskému týmu většinou spíše hrající na brejky nešlo.
V druhém poločase se hra vyvíjela stejně. Největší šance Japonska byli dva nepovedené přímé kopy, jeden do zdi, jeden vysoko nad ní i brankou. Tým že Střední Ameriky jednu jedinou šancí, a to byla velmi nepovedený a slabý pokus obstřel Keyshera Fullera, který ale japonský brankář z druhé domácí ligy Šúiči Gonda nepochopitelně nechal projít, a až na krátkou pasáž celý zápas bránící Kostarika šla do vedení. Přesto měli Japonci obrovskou šanci na srovnání, v 88. minutě záložník Eintrachtu Frankfurt Daiči Kamada z velké blízkosti trefil pouze Navase.
| 27. listopadu 2022 11:00 (UTC+3) |        |                    |                                                                            |
| Japonsko                         | 0 : 1  | Kostarika          | Stadion Ahmada bin Alího, Al Raján diváci: 41 479 rozhodčí: Michael Oliver |
|                                  | Zpráva | 81' Keysher Fuller | Stadion Ahmada bin Alího, Al Raján diváci: 41 479 rozhodčí: Michael Oliver |

| Japonsko | Kostarika |

| BR               | 12 | Šúiči Gonda     |       |     |
| PO               | 2  | Miki Jamane     | 44'   | 62' |
| SO               | 4  | Ko Itakura      | 84'   |     |
| SO               | 22 | Maja Jošida (c) |       |     |
| LO               | 5  | Júto Nagatomo   |       | 46' |
| SZ               | 6  | Wataru Endó     | 90+3' |     |
| SZ               | 13 | Hidemasa Morita |       |     |
| PK               | 8  | Ricu Dóan       |       | 67' |
| OZ               | 15 | Daiči Kamada    |       |     |
| LK               | 24 | Júki Sóma       |       | 82' |
| SÚ               | 21 | Ajase Ueda      |       | 46' |
| Nahrazující:     |    |                 |       |     |
| OB               | 26 | Hiroki Itó      |       | 46' |
| ÚT               | 18 | Takuma Asano    |       | 46' |
| ZÁ               | 9  | Kaoru Mitoma    |       | 62' |
| ZÁ               | 14 | Džunja Itó      |       | 67' |
| ZÁ               | 10 | Takumi Minamino |       | 82' |
| Trenér:          |    |                 |       |     |
| Hadžime Morijasu |    |                 |       |     |

| BR                   | 1  | Keylor Navas (c)  |     |       |
| PO                   | 19 | Kendall Waston    |     |       |
| SO                   | 6  | Óscar Duarte      |     |       |
| SO                   | 15 | Francisco Calvo   | 70' |       |
| LO                   | 8  | Bryan Oviedo      |     |       |
| PZ                   | 4  | Keysher Fuller    |     |       |
| SZ                   | 5  | Celso Borges      | 61' | 89'   |
| SZ                   | 17 | Yeltsin Tejeda    |     |       |
| LZ                   | 13 | Gerson Torres     |     | 65'   |
| SÚ                   | 12 | Joel Campbell     |     | 90+5' |
| SÚ                   | 7  | Anthony Contreras | 41' | 65'   |
| Nahrazující:         |    |                   |     |       |
| ZÁ                   | 20 | Brandon Aguilera  |     | 65'   |
| ZÁ                   | 9  | Jewison Bennette  |     | 65'   |
| ZÁ                   | 14 | Youstin Salas     |     | 89'   |
| ZÁ                   | 2  | Daniel Chacón     |     | 90+5' |
| Trenér:              |    |                   |     |       |
| Luis Fernando Suárez |    |                   |     |       |

| Muž zápasu: Keysher Fuller Asistenti rozhodčího: Stuart Burt Simon Bennett Čtvrtý rozhodčí: Maguette N'Diaye Náhradní rozhodčí: El Hadj Malick Samba Videorozhodčí: Jérôme Brisard Asistenti videorozhodčího: Benoît Millot Cyril Gringore Adil Zourak |

### Španělsko - Německo
Španělé s Němci se na MS se střetli čtyřikrát: v roce 1966 vyhrálo Německo ve skupinové fázi 2:1, v roce 1982 ve druhé skupinové fázi zase 2:1, v roce 1994 remizovalo ve skupinové fázi 1:1 a v roce 2010 vyhrálo Španělsko v semifinále 1:0.
| 27. listopadu 2022 20:00 (UTC+3) |        |                     |                                                               |
| Španělsko                        | 1 : 1  | Německo             | Stadion Bajt, Al Chúr diváci: 68 895 rozhodčí: Danny Makkelie |
| Álvaro Morata 62'                | Zpráva | 83' Niclas Füllkrug | Stadion Bajt, Al Chúr diváci: 68 895 rozhodčí: Danny Makkelie |

| Španělsko | Německo |

| BR           | 23 | Unai Simón          |     |     |
| PO           | 20 | Dani Carvajal       |     |     |
| SO           | 16 | Rodri               |     |     |
| SO           | 24 | Aymeric Laporte     |     |     |
| LO           | 18 | Jordi Alba          |     | 82' |
| DZ           | 5  | Sergio Busquets (c) | 44' |     |
| SZ           | 9  | Gavi                |     | 66' |
| SZ           | 26 | Pedri               |     |     |
| PÚ           | 11 | Ferrán Torres       |     | 54' |
| SÚ           | 10 | Marco Asensio       |     | 66' |
| LÚ           | 21 | Dani Olmo           |     |     |
| Nahrazující: |    |                     |     |     |
| ÚT           | 7  | Álvaro Morata       |     | 54' |
| ZÁ           | 8  | Koke                |     | 66' |
| ÚT           | 12 | Nico Williams       |     | 66' |
| ZÁ           | 14 | Alejandro Balde     |     | 82' |
| Trenér:      |    |                     |     |     |
| Luis Enrique |    |                     |     |     |

| BR           | 1  | Manuel Neuer (c)   |     |     |
| PO           | 15 | Niklas Süle        |     |     |
| SO           | 5  | Thilo Kehrer       | 37' | 70' |
| SO           | 2  | Antonio Rüdiger    |     |     |
| LO           | 3  | David Raum         |     | 87' |
| DZ           | 6  | Joshua Kimmich     | 60' |     |
| SZ           | 21 | İlkay Gündoğan     |     | 70' |
| SZ           | 8  | Leon Goretzka      | 58' |     |
| PÚ           | 10 | Serge Gnabry       |     | 85' |
| SÚ           | 13 | Thomas Müller      |     | 70' |
| LÚ           | 14 | Jamal Musiala      |     |     |
| Nahrazující: |    |                    |     |     |
| ÚT           | 9  | Niclas Füllkrug    |     | 70' |
| OB           | 16 | Lukas Klostermann  |     | 70' |
| ZÁ           | 19 | Leroy Sané         |     | 70' |
| ZÁ           | 18 | Jonas Hofmann      |     | 85' |
| OB           | 23 | Nico Schlotterbeck |     | 87' |
| Trenér:      |    |                    |     |     |
| Hansi Flick  |    |                    |     |     |

| Muž zápasu: Álvaro Morata Asistenti rozhodčího: Hessel Steegstra Jan de Vries Čtvrtý rozhodčí: István Kovács Náhradní rozhodčí: Vasile Marinescu Videorozhodčí: Pol van Boekel Asistenti videorozhodčího: Massimiliano Irrati Taleb Al-Marri Paolo Valeri |

3. kolo

### Japonsko - Španělsko
Jediný zápas spolu Japonsko a Španělsko odehrály v roce 2001, přátelský zápas skončil 2:1 pro Španěly.
| 1. prosince 2022 20:00 (UTC+3) |        |                   |                                                                           |
| Japonsko                       | 2 : 1  | Španělsko         | Chalífův mezinárodní stadion, Dauhá diváci: 44 851 rozhodčí: Victor Gomes |
| Ricu Dóan 48' Ao Tanaka 51'    | Zpráva | 12' Álvaro Morata | Chalífův mezinárodní stadion, Dauhá diváci: 44 851 rozhodčí: Victor Gomes |

| Japonsko | Španělsko |

| BR               | 12 | Šúiči Gonda       |     |     |
| SO               | 4  | Ko Itakura        | 39' |     |
| SO               | 22 | Maja Jošida (c)   | 45' |     |
| SO               | 3  | Šógo Taniguči     | 44' |     |
| PZ               | 14 | Džunja Itó        |     |     |
| SZ               | 13 | Hidemasa Morita   |     |     |
| SZ               | 17 | Ao Tanaka         |     | 87' |
| LZ               | 5  | Júto Nagatomo     |     | 46' |
| PÚ               | 15 | Daiči Kamada      |     | 68' |
| SÚ               | 25 | Daizen Maeda      |     | 62' |
| LÚ               | 11 | Takefusa Kubo     |     | 46' |
| Nahrazující:     |    |                   |     |     |
| ZÁ               | 8  | Ricu Dóan         |     | 46' |
| ZÁ               | 9  | Kaoru Mitoma      |     | 46' |
| ÚT               | 18 | Takuma Asano      |     | 46' |
| OB               | 18 | Takehiro Tomijasu |     | 68' |
| ZÁ               | 6  | Wataru Endó       |     | 87' |
| Trenér:          |    |                   |     |     |
| Hadžime Morijasu |    |                   |     |     |

| BR           | 23 | Unai Simón          |  |     |
| PO           | 2  | César Azpilicueta   |  | 46' |
| SO           | 16 | Rodri               |  |     |
| SO           | 4  | Pau Torres          |  |     |
| LO           | 14 | Alejandro Balde     |  | 68' |
| DZ           | 5  | Sergio Busquets (c) |  |     |
| SZ           | 9  | Gavi                |  | 68' |
| SZ           | 26 | Pedri               |  |     |
| PÚ           | 12 | Nico Williams       |  | 57' |
| SÚ           | 7  | Álvaro Morata       |  | 57' |
| LÚ           | 21 | Dani Olmo           |  |     |
| Nahrazující: |    |                     |  |     |
| OB           | 20 | Dani Carvajal       |  | 46' |
| ÚT           | 11 | Ferrán Torres       |  | 57' |
| ÚT           | 10 | Marco Asensio       |  | 57' |
| ÚT           | 25 | Ansu Fati           |  | 68' |
| OB           | 18 | Jordi Alba          |  | 68' |
| Trenér:      |    |                     |  |     |
| Luis Enrique |    |                     |  |     |

| Muž zápasu: Ao Tanaka Asistenti rozhodčího: Zakhele Siwel Souru Phatsoa Čtvrtý rozhodčí: Salima Mukansangaová Náhradní rozhodčí: El Hadj Malick Samba Videorozhodčí: Fernando Guerrero Asistenti videorozhodčího: Armando Villarreal Kyle Atkin Adil Zoura |

### Kostarika - Německo
Jediný zápas Kostariky a Německa byl zahajovacím zápasem Mistrovství světa v roce 2006 a Německo jej na domácí půdě vyhrálo 4:2.
| 1. prosince 2022 20:00 (UTC+3)           |        |                                                           |                                                                      |
| Kostarika                                | 2 : 4  | Německo                                                   | Stadion Bajt, Al Chúr diváci: 67 054 rozhodčí: Stéphanie Frappartová |
| Yeltsin Tejeda 58' Juan Pablo Vargas 70' | Zpráva | 10' Serge Gnabry 73', 85' Kai Havertz 89' Niclas Füllkrug | Stadion Bajt, Al Chúr diváci: 67 054 rozhodčí: Stéphanie Frappartová |

| Kostarika | Německo |

| BR                   | 1  | Keylor Navas (c)  |     |       |
| SO                   | 6  | Óscar Duarte      | 77' |       |
| SO                   | 19 | Kendall Waston    |     |       |
| SO                   | 3  | Juan Pablo Vargas |     |       |
| PZ                   | 4  | Keysher Fuller    |     | 74'   |
| SZ                   | 5  | Celso Borges      |     |       |
| SZ                   | 17 | Yeltsin Tejeda    |     | 90+3' |
| LZ                   | 8  | Bryan Oviedo      |     | 90+3' |
| PK                   | 20 | Brandon Aguilera  |     | 46'   |
| LK                   | 12 | Joel Campbell     |     |       |
| SÚ                   | 11 | Johan Venegas     |     | 74'   |
| Nahrazující:         |    |                   |     |       |
| ZÁ                   | 14 | Youstin Salas     |     | 46'   |
| OB                   | 22 | Rónald Matarrita  |     | 74'   |
| ZÁ                   | 9  | Jewison Bennette  |     | 74'   |
| ÚT                   | 7  | Anthony Contreras |     | 90+3' |
| ZÁ                   | 24 | Roan Wilson       |     | 90+3' |
| Trenér:              |    |                   |     |       |
| Luis Fernando Suárez |    |                   |     |       |

| BR           | 1  | Manuel Neuer (c)  |  |       |
| PO           | 6  | Joshua Kimmich    |  |       |
| SO           | 15 | Niklas Süle       |  | 90+3' |
| SO           | 2  | Antonio Rüdiger   |  |       |
| LO           | 3  | David Raum        |  | 66'   |
| SZ           | 21 | İlkay Gündoğan    |  | 55'   |
| SZ           | 8  | Leon Goretzka     |  | 46'   |
| PK           | 10 | Serge Gnabry      |  |       |
| OZ           | 14 | Jamal Musiala     |  |       |
| LK           | 19 | Leroy Sané        |  |       |
| SÚ           | 13 | Thomas Müller     |  | 66'   |
| Nahrazující: |    |                   |  |       |
| OB           | 16 | Lukas Klostermann |  | 46'   |
| ÚT           | 9  | Niclas Füllkrug   |  | 55'   |
| ÚT           | 7  | Kai Havertz       |  | 66'   |
| ZÁ           | 11 | Mario Götze       |  | 66'   |
| OB           | 4  | Matthias Ginter   |  | 90+3' |
| Trenér:      |    |                   |  |       |
| Hansi Flick  |    |                   |  |       |

| Muž zápasu: Kai Havertz Asistenti rozhodčího: Neuza Back Karen Díaz Medina Čtvrtý rozhodčí: Said Martínez Náhradní rozhodčí: Walter López Videorozhodčí: Drew Fischer Asistenti videorozhodčího: Jerome Brisard Kathryn Nesbitt Massimiliano Irrati |

## Disciplína
Body fair play se použijí jako rozhodující, pokud jsou celkové a vzájemné výsledky týmů vyrovnané. Ty se vypočítávají na základě žlutých a červených karet obdržených ve všech zápasech skupiny takto:
- žlutá karta: minus 1 bod;
- nepřímá červená karta (druhá žlutá karta): minus 3 body;
- přímá červená karta: minus 4 body;
- žlutá karta a přímá červená karta: minus 5 bodů;

V jednom zápase lze na hráče uplatnit pouze jeden z výše uvedených odečtů.
| Tým       | 1. Kolo | 1. Kolo                                                    | 1. Kolo   | 1. Kolo                         | 2. Kolo | 2. Kolo                                                    | 2. Kolo   | 2. Kolo                         | 3. Kolo | 3. Kolo                                                    | 3. Kolo   | 3. Kolo                         | Body |
| Tým       |         | Žlutá karta udělena · Žlutá karta udělena opět · Vyloučení | Vyloučení | Žlutá karta udělena · Vyloučení |         | Žlutá karta udělena · Žlutá karta udělena opět · Vyloučení | Vyloučení | Žlutá karta udělena · Vyloučení |         | Žlutá karta udělena · Žlutá karta udělena opět · Vyloučení | Vyloučení | Žlutá karta udělena · Vyloučení | Body |
| --------- | ------- | ---------------------------------------------------------- | --------- | ------------------------------- | ------- | ---------------------------------------------------------- | --------- | ------------------------------- | ------- | ---------------------------------------------------------- | --------- | ------------------------------- | ---- |
| Španělsko |         |                                                            |           |                                 | 1       |                                                            |           |                                 |         |                                                            |           |                                 | −1   |
| Německo   |         |                                                            |           |                                 | 3       |                                                            |           |                                 |         |                                                            |           |                                 | −3   |
| Kostarika | 2       |                                                            |           |                                 | 3       |                                                            |           |                                 | 1       |                                                            |           |                                 | −6   |
| Japonsko  |         |                                                            |           |                                 | 3       |                                                            |           |                                 | 3       |                                                            |           |                                 | −6   |